# مثلث پلی‌نزی

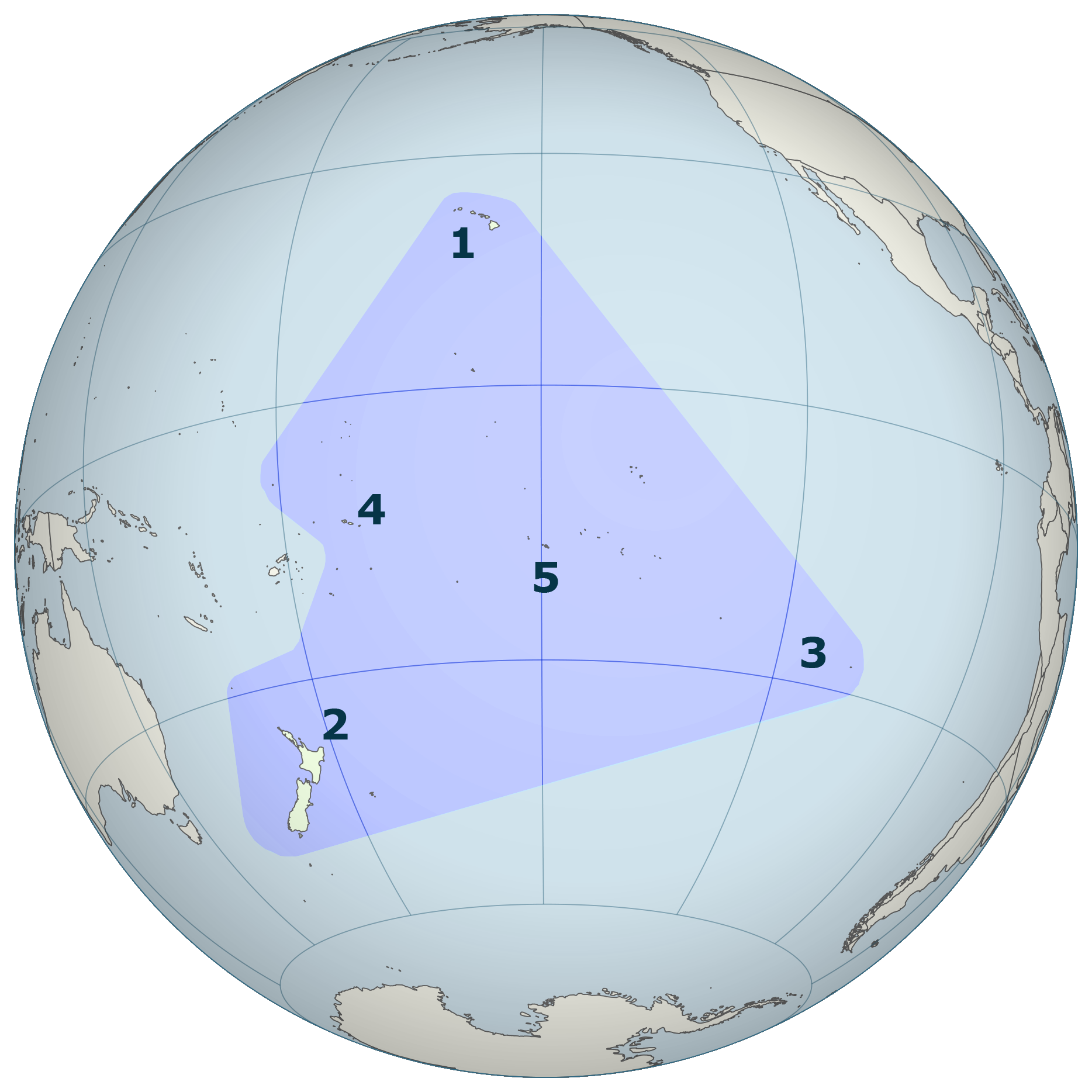
منطقه مثلث پلی‌نزی در اقیانوس آرام: ۱) هاوایی ۲) نیوزیلند (آئوتِآروآ) ۳) جزیره ایستر (راپانوئی) در کناره‌ها و ۴) تاهیتی و ۵) ساموآ در غرب

مثلث پلی‌نزی نام منطقه‌ای در اقیانوس آرام با سه گروه جزیره شامل هاوایی، جزیره ایستر (راپانوئی) و نیوزیلند (آئوتِآروآ) در کناره‌های آن است که اغلب به عنوان یک راه ساده برای تعریف پلی‌نزی استفاده می‌شود.
در خارج از مثلث یادشده، آثاری از سکونتگاه‌های پلی‌نزیایی‌ها در شمال تا جزیره نِکِر (مُوکومانامانا)، در شرق تا جزیره سالای گومز (مُوتو مُوتیرو هیوا) و در جنوب تا جزیره اندربی (مُوتو ماها) وجود دارد. همچنین، زمانی سکونتگاه‌های پُلی‌نزیایی‌ها در جزیره نُورفُلک وجزایر کرمادک (ٰرانگی تاهوئآ وجود داشته است. زمانی که اروپایی‌ها برای اولین بار وارد این جزایر شدند، همگی آنها خالی از سکنه بودند.
امروزه مائوریها بزرگ‌ترین بخش جمعیتی را از مردمان پُلی‌نِزیایی‌ را تشکیل می‌دهند، پس از ایشان آن ساموایی‌ها، بومیان هاوایی (کاناکا مائولی‌ها)، تاهیتیایی‌ها (مائوهی‌ها)، تونگایی‌ها ومائوری‌های جزایر کوک پر جمعیت‌ترین گروه‌های مردمان پلی نزیایی هستند. زبان‌های بومی این مثلث وسیع، زبان‌های پُلی‌نزیایی هستند که توسط زبان شناسان به عنوان بخشی از زیرگروه اقیانوسیه ای
زبان‌های مالایو-پلی‌نزیایی طبقه‌بندی می‌شوند. این گروه زبانی در نهایت برگرفته از زبان اولیه آسترونزیایی هستند که ۵٬۰۰۰ سال پیش در آسیای جنوب شرقی صحبت می‌شد. همچنین تعدادی از جزیره‌های جداافتاده پلی‌نزی در خارج از مثلث پلی‌نزی ، در مناطق مجاور ملانزی و میکرونزی وجود دارند.

## تاریخچه
پولی‌نزیایی‌ها، سنت‌های فرهنگی، هنری، مذهبی و دانش مشابهی را به اشتراک می‌گذارند. انسان‌شناسان بر این باورند که همه تمدن‌های امروزی جزایر پلی‌نزی از یک تمدن نخستین در جنوب شرقی آسیا توسط مردم مهاجر مالایو-پلی‌نزیایی فرهنگ لاپیتا گرفته شده‌اند.
همچنین شواهدی از ورود پلی‌نزیایی‌ها به برخی از جزایر زیرجنوبگان در جنوب نیوزیلند وجود دارد که خارج از قلمرو پلی‌نزی است. تکه‌های شکسته سفال در 
جزایر آنتیپودیز پیدا شده که امروزه در موزه ته پاپا در ولینگتون نگهداری می‌شوند. بقایایی نیز از زندگی پلی‌نزیایی‌ها مربوط به سده ۱۳ در جزیره اندربی  در جزایر اوکلند باقی مانده است.